# Bupyeong-gu
Bupyeong-gu (koreanska: 부평구)  är ett stadsdistrikt (gu) i staden och provinsen Incheon, i den nordvästra delen av Sydkorea, 24 km sydväst om huvudstaden Seoul. Antalet invånare är 508 881 (2020).

## Administrativ indelning
Distriktet är indelat i 22 administrativa stadsdelar:
Bugae 1-dong,
Bugae 2-dong,
Bugae 3-dong,
Bupyeong 1-dong,
Bupyeong 2-dong,
Bupyeong 3-dong,
Bupyeong 4-dong,
Bupyeong 5-dong ,
Bupyeong 6-dong ,
Cheongcheon 1-dong,
Cheongcheon 2-dong,
Galsan 1-dong,
Galsan 2-dong,
Ilsin-dong,
Samsan 1-dong,
Samsan 2-dong,
Sangok 1-dong,
Sangok 2-dong,
Sangok 3-dong,
Sangok 4-dong,
Sipjeong 1-dong och
Sipjeong 2-dong.